# Besullo
Besullo  (asturisch Bisuyu) ist eine Parroquia und ein Ort in der Gemeinde Allande, in der autonomen Gemeinschaft Asturien im Norden Spaniens.
Die 109 Einwohner (2011) leben auf einer Fläche von 14,14 km². Pola de Allande, der Verwaltungssitz der Gemeinde, ist nach 34,70 km zu erreichen.

## Sehenswürdigkeiten
- Pfarrkirche in Besullo

## Dörfer und Weiler
| Name spanisch | asturisch  | Einwohner 1. Januar 2022 | Lage |
| ------------- | ---------- | ------------------------ | ---- |
| Comba         |            | 37                       | ⊙    |
| Forniellas    | Furnieḷḷas | 32                       | ⊙    |
| Fuentes       | As Fontes  | 5                        |      |
| Iboyo         | Iboyu      | 28                       | ⊙    |
| Noceda        |            | 7                        | ⊙    |
| Summe         |            | 109                      |      |